# Република Пиза
Република Пиза (итал. Repubblica di Pisa) била је de facto независна држава на Апенинском полуострву са седиштем у тосканском граду Пизи.

## Историја
Пиза је током касног средњег века израсла у важан трговачки центар. Успон Пизе започео је након успешног похода против Сарацена у области Ређо ди Калабрија 1005. године. Пиза је у наредним деценијама успоставила контролу над Тиренским морем и организовала успешне пљачкашке походе ка муслиманским територијама на Сицилији и Северној Африци. Успон Пизе довео је до непријатељства са Ђеновом, њеним главним супарником на Медитерану. Године 1050-1051. у њен састав улази острво Корзика.
Пизанска флота од 120 бродова учествовала је у Првом крсташком рату доприневши крсташком освајању Јерусалима 1099. године. На том путу је искористила прилику да опљачка неке византијске бродове у источном Средоземљу. Флоту је предводио Дагоберт, будући латински патријарх. Пизанци су отворили бројне трговачке испоставе и колоније у Сирији, Либану и Палестини. У периоду од 1113. до 1115. године Пизанци су повели крсташки рат против муслимана на Балеарским острвима.
Опадање Пизе започело је 1284. године након пораза од Ђенове у бици код Мелорије. Велики број бродова уништено је у бици, а бројни Пизанци одведени су као заробљеници. Године 1402. Пиза је продата Фиренци, а 1406. године избио је устанак против фирентинске власти који је брзо угушен.